# Campeonato Sul-Americano de Futebol de 1924
O Campeonato Sul-Americano de Futebol de 1924, foi a oitava edição da competição entre seleções na América do Sul. Participaram da disputa quatro seleções: Argentina, Chile, Paraguai e Uruguai. A disputa ocorreu em turno único. O país-sede foi o Uruguai e a seleção anfitriã ficou com o título. Pela primeira vez o Brasil não disputou a competição.

## O Campeonato
Aproveitando o embalo do título dos Jogos Olímpicos de Paris, o Uruguai não se recusou a sediar novamente o torneio, como no ano anterior, em 1923. Mas o nomeado pela Conmebol para organizar a competição foi o Paraguai que rejeitou essa honra, alegando não ter um estádio adequado e nem infra-estrutura hoteleira. O país no entanto, foi o organizador do evento, só que em território uruguaio.
Esta foi a oitava edição da competição entre seleções na América do Sul. Participaram da disputa quatro seleções: Argentina, Chile, Paraguai e Uruguai. A disputa ocorreu em turno único.  Pela primeira vez o Brasil não disputou a competição.
Em 12 de Outubro em Montevidéu, no Estádio Parque Central, Argentina e Paraguai empataram em 0x0 diante de 12.000 pessoas aproximadamente. O juiz foi Angel Minoli do Uruguai.
Já o Uruguai começava sua caminha com sonora goleada de 5x0 na seleção do Chile em 19 de Outubro com cerca de 15.000 presentes. Petrone marcou os dois primeiros gols e também o último da goleada.  A Argentina em 25 de Outubro também venceu o Chile e chegou à liderança com 3 pontos contra 2 do Uruguai e zero do Chile e Paraguai, últimos colocados.
Mas no dia seguinte, 26 de Outubro, o Uruguai vence o Paraguai por 3x1 e deixa a equipe paraguaia fora da disputa, assim como o Chile, ambos com zero ponto. A classificação estava apontando a liderança do Uruguai com 4 pontos e 2 vitórias e em segundo a Argentina com 3 pontos de 1 vitória e 1 empate.
Os lanternas se enfrentaram apenas para cumprir a tabela em primeiro de Novembro. A vitória foi do Paraguai que venceu por 3x1 de virada, com apenas 1.000 pessoas para assistir ao jogo.
A partida que decidiu o título Sulamericano de 1924 ficou para o dia 2 de Novembro. O placar não saiu do zero. Com o mesmo time que conquistou a medalha de ouro nos Jogos Olímpicos de 1924, o Uruguai se impôs em casa e, cinco meses depois das Olimpíadas, faturou o bicampeonato sul-americano consecutivo, sendo o quinto em sua história, ao empatar em 0x0 com a Argentina que precisava vencer para se tornar campeã novamente, para delírio de cerca de 20.000 pessoas, quase todas uruguaias.
O artilheiro da competição foi Petrone do Uruguai com 4 gols, mas o grande destaque daquela equipe vitoriosa foi o zagueiro e capitão José Nasazzi. Líder do time uruguaio durante as décadas de 20 e 30, Nasazzi teve em sua carreira uma insuperável lista de títulos, que inclui a Copa do Mundo de 1930, duas medalhas de ouro em Jogos Olímpicos (1924 e 1928), quatro títulos da Copa América (1923, 1924, 1926 e 1935), além de dois Campeonatos Uruguaios (1933 e 1934), pelo Nacional.

## Tabela
- 12/10 -  Argentina 0-0  Paraguai
- 19/10 -  Uruguai 5-0  Chile
- 25/10 -  Argentina 2-0  Chile
- 26/10 -  Uruguai 3-1  Paraguai
- 01/11 -  Paraguai 3-1  Chile
- 02/11 -  Uruguai 0-0  Argentina